# Propebela nobilis
Propebela nobilis är en snäckart som först beskrevs av Moller 1842.  Propebela nobilis ingår i släktet Propebela och familjen kägelsnäckor. Arten är reproducerande i Sverige. Inga underarter finns listade i Catalogue of Life.